# Pradópolis
Pradópolis là một đô thị ở bang São Paulo của Brasil. Đô thị này nằm ở vĩ độ 21º21'34" độ vĩ nam và kinh độ 48º03'56" độ vĩ tây, trên khu vực có độ cao 538 m. Dân số năm 2004 ước tính là 14.473 người.

## Thông tin nhân khẩu
Dữ liệu dân số theo điều tra dân số năm 2000
Tổng dân số: 12.912
- Thành thị: 11.875
- Nông thôn: 1.037
- Nam: 6.559
- Nữ: 6.353

Mật độ dân số (người/km²): 77,22
Tỷ lệ tử vong trẻ sơ sinh dưới 1 tuổi (trên một triệu người): 11,91
Tuổi thọ bình quân (tuổi): 73,48
Tỷ lệ sinh (số trẻ trên mỗi bà mẹ): 2,16
Tỷ lệ biết đọc biết viết: 88,50%
Chỉ số phát triển con người (HDI-M): 0,798
- Chỉ số phát triển con người - Thu nhập: 0,713
- Chỉ số phát triển con người - Tuổi thọ: 0,808
- Chỉ số phát triển con người - Giáo dục: 0,872

(Nguồn: IPEADATA)

## Sông ngòi
- Sông Moji-Guaçu
- Ribeirão da Onça

## Các xa lộ
- SP-291
- SP-253